# Marmorana serpentina
Marmorana serpentina (Férussac, 1821) è un mollusco gasteropode terrestre della famiglia Helicidae, endemico della Sardegna e della Corsica.

## Biologia

Subadulto

### Riproduzione

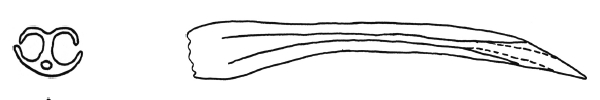
Sezione trasversa e visione laterale del dardo di Marmorana serpentina

È una specie ermafrodita insufficiente, non in grado cioè di autofecondarsi.
Al pari degli altri Elicidi, nella fase del corteggiamento, M. serpentina trafigge il partner con dardi calcarei.

## Distribuzione e habitat
La specie è endemica dell'area di Alghero, nella Sardegna occidentale, e della Corsica. È stata introdotta accidentalmente dall'uomo in Toscana.